# Noşratābād (ort i Västazarbaijan)
Noşratābād (persiska: Tāzeh Kand-e Noşratābād, نصرت آباد, تخت سلیمان, تازه نصرت آباد) är en ort i Iran.   Den ligger i provinsen Västazarbaijan, i den nordvästra delen av landet, 400 km väster om huvudstaden Teheran. Noşratābād ligger 2 146 meter över havet och antalet invånare är 732.
Terrängen runt Noşratābād är kuperad.Runt Noşratābād är det ganska tätbefolkat, med 78 invånare per kvadratkilometer. Noşratābād är det största samhället i trakten. Trakten runt Noşratābād består i huvudsak av gräsmarker.